# John Rigby
John Rigby   (Westhoughton, 22 d'abril de 1933 - Cardiff, 29 de desembre de 2014) va ser un matemàtic britànic.

## Vida i Obra
Rigby va cursar els estudis secundaris a Manchester i el 1950 va ingressar al Trinity College (Cambridge) on va passar els exàmens de matemàtiques el 1953. A continuació va treballar al Quarter General de Comunicacions del Govern Britànic mentre treballava pel seu doctorat que va obtenir el 1958 a la universitat de Cambridge amb una tesi de teoria de grups dirigida per Philip Hall.
El 1959 va ser nomenat professor de la universitat de Cardiff en la qual va romandre fins que es va retirar el 1996, tot i que va continuar fent recerca i col·laborant amb la universitat.
Encara que els seus primers treballs van ser en teoria de grups, el seu principal camp d'estudi va ser la geometria euclidiana i va ser un gran expert en la definició i el disseny de patrons geomètrics.
En el seu temps lliure escrivia música per al cor de la catedral i era un apassionat defensor del medi natural.